# Modern Adventure Pro Cycling
Modern Adventure Pro Cycling er et cykelhold fra USA, der skal køre sin første sæson i 2026. I juni 2025 blev oprettelsen af holdet offentliggjort af den primære grundlægger og ejer George Hincapie. Det skal fra starten køre som et UCI ProTeam.

## Historie
Den 23. juni 2025 annoncerede tidligere cykelrytter George Hincapie og broren Richard Hincapie at de fra 2026-sæsonen ville etablerede et nyt professionelt cykelhold. Holdet skulle fra start være et UCI ProTeam, og skulle indenfor fem år have nået et niveau der gjorde deltagelse i Tour de France muligt. Omkring halvdelen af rytterne skulle bestå af amerikanere. Navnesponsoren blev det Portland-baserede rejsebureau Modern Adventure, mens den britiske cykelfabrikant Factor Bikes ville komme med cykler og penge til projektet. 
I ledelsen skulle udover brødrene Hincapie også være Bobby Julich som træner, mens Ty Magner, Alex Howes, og Joey Rosskopf skulle fungere som sportsdirektører. Holdet fik hovedkvarter i Greenville, men da det meste af holdets løbsprogram skal være i Europa, vil den europæiske base være i spanske Gerona.

## Holdet

### 2026
| Trup 2026  | Trup 2026  | Trup 2026    | Trup 2026 |
| Rytter     | Fødselsdag | Seneste hold |           |
| ---------- | ---------- | ------------ | --------- |
|            |            |              |           |
| Kilde: UCI |            |              |           |